# Flughafen Teheran-Imam Chomeini

i8
i11
i13
Der Flughafen Teheran-Imam Chomeini (persisch فرودگاه بین‌المللی امام خمینی, englisch Imam Khomeini International Airport, (IATA-Code: IKA, ICAO-Code: OIIE)) ist vor dem Flughafen Teheran-Mehrabad der größte internationale Verkehrsflughafen der iranischen Hauptstadt Teheran. Der Flughafen befindet sich etwa 30 km südwestlich von Teheran, nahe den Städten Eslamschahr und Robat Karim. Er dient als Drehkreuz für Iran Air, Mahan Air, Meraj Airlines, Iran Aseman Airlines, Qeshm Air, Taban Air, Zagros Airlines und Caspian Airlines. Der Flughafen ist auf die Aufnahme und Abfertigung von Großraumflugzeugen, wie dem Airbus A380 und der Boeing 747 eingerichtet. Im November 2015 wurde der Flughafen von 40 Fluggesellschaften mit Zielen in 30 Ländern bedient.
Benannt wurde der Flughafen nach Ruhollah Chomeini.

## Geschichte
Der Aufbau begann noch vor der Islamischen Revolution von 1979. Das ursprünglich geplante Design basierte auf dem Flughafen Dallas-Fort Worth und war von TAMS, einer Vereinigung von US-Architekten, erarbeitet worden. Ein lokales Joint Venture mit dem Namen TAMS-AFA wurde gebildet, um den Aufbau durchzuführen.
Nach der Islamischen Revolution wurden die Pläne für den Neubau von der iranischen Regierung zunächst nicht weiterverfolgt, bis eine Entscheidung, den Flughafen mit lokalem Know-how entwerfen und errichten zu lassen, getroffen wurde. Die französische Firma ADP wurde ausgewählt, um die lokalen Architekten und Technikunternehmen zu unterstützen. Ein örtliches Bauunternehmen (Kayson) bekam den Vertrag zum vollständigen Aufbau des Flughafens als Generalunternehmer zugesprochen. Nach zwei Jahren wurde der Vertrag gekündigt und ein Unternehmen aus dem Umfeld der religiösen Stiftungen Bonyad Mostazafan (Armen) & Janbazan (Märtyrer), die M&J Foundation mit dem Bau beauftragt.
Nachdem der Aufbau der ersten Abfertigungshalle durch die M&J Foundation beendet worden war, entschied die iranische Zivilluftfahrt-Organisation, den Betrieb des Flughafens sowie den Aufbau der zweiten Abfertigungshalle der türkisch-österreichischen Firma TAV zu übertragen.
Die Eröffnung war ursprünglich für den 11. Februar 2004, den Jahrestag der Islamischen Revolution von 1979, festgelegt worden. Nach zahlreichen Verzögerungen beim Aufbau kam es auch zu Problemen bei der Lieferung von Versorgungsmaterial, insbesondere war die Lieferung von Kerosin durch das Ölministerium ungeklärt. So erfolgte die Eröffnung erst am 8. Mai 2004.
Kurz vor der Eröffnung am 8. Mai 2004 erklärte der Chef der halb-staatlichen Iran Aseman Airlines, dass seine Airline ihre Aktivitäten nicht vom bisherigen Auslandsflughafen Teheran-Mehrabad zum neuen Flughafen Imam-Chomeini verlagern würde, da dieser nicht von iranischen Unternehmen betrieben würde. Daraufhin wurde der Betrieb des Flughafens von TAV an Iran Air übertragen.
Aufgrund von Sicherheitsbedenken der Revolutionsgarden bezüglich des Betriebs des Flughafens durch ein ausländisches Unternehmen, kam es unmittelbar nach der Eröffnung des Flughafens am 8. Mai 2004 zur Besetzung des Flughafens durch Sicherheitskräfte der Revolutionsgarden. Grund dafür waren Vermutungen im Generalstab der Revolutionsgarden, dass noch ausländische Arbeitskräfte auf dem Flughafen sein könnten.
In Folge dieser Situation konnte am 8. Mai 2004 zunächst nur ein Emirates-Flug aus Dubai landen, der unmittelbar folgende Iran Air-Flug aus Dubai wurde nach Isfahan umgeleitet, da der Flughafen Teheran-Mehrabad die Landung verweigerte. Alle weiteren Flüge wurden in der Folge nach Teheran-Mehrabad umgeleitet.
Am 11. Mai 2004 kam es zu einem Treffen des Staatssekretärs im türkischen Außenministerium Ugur Ziyal mit dem iranischen Außenminister Kamal Charrazi, bei dem der türkische Staatssekretär seinen Unmut über die Schließung des Flughafens und die Beendigung des Vertrages mit dem türkischen Unternehmen deutlich machte.
Am 13. Mai 2004 wurde der Flughafen dann wieder geöffnet, nachdem der Befehlshaber der Revolutionsgarden festgestellt hatte, dass ausländische Firmen nicht länger am Flughafen tätig wären.
Seitdem wurde der Betreiber des Flughafens zweimal gewechselt, im Jahr 2005 wurde ein Konsortium aus Mahan Air, Kish Air und Caspian Airlines Betreiber. Kurze Zeit später wurde das Ministerium für Transport für den größten Teil des Betriebs des Flughafens zuständig, weiterhin sind auch die Revolutionsgarden und das Ölministerium für Teile des Betriebs verantwortlich.

## Abfertigungsgebäude
Das Terminalgebäude gliedert sich in drei Ebenen:
Auf der unteren Ebene befinden sich auf zwei Hallen aufgeteilt die Gepäckausgabe für ankommende Flüge mit anschließender Zollkontrolle. Bereits im Sicherheitsbereich befindet sich ein Bankschalter der Bank Melli Iran zum Währungswechsel. Ebenfalls auf dieser Ebene, außerhalb des Sicherheitsbereichs, liegen verschiedene Informations- und Dienstleistungsschalter (Taxifirmen etc.), Toiletten und ein Schnellrestaurant der Kette „BOOF“.
Außerhalb des Gebäudes liegen auf diesem Niveau die Halteplätze für Taxis.

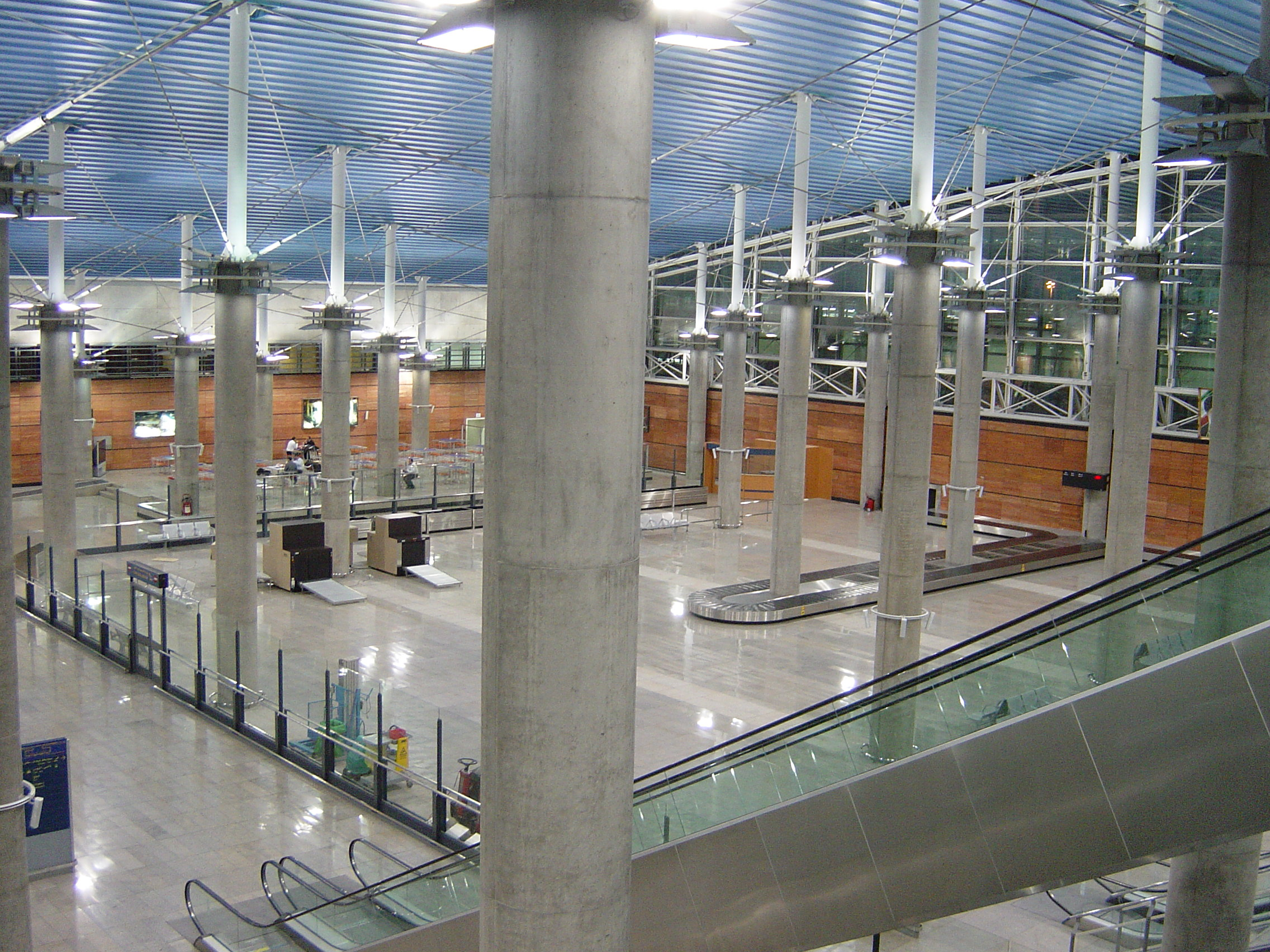
Abfertigungshalle des IKA Airport...

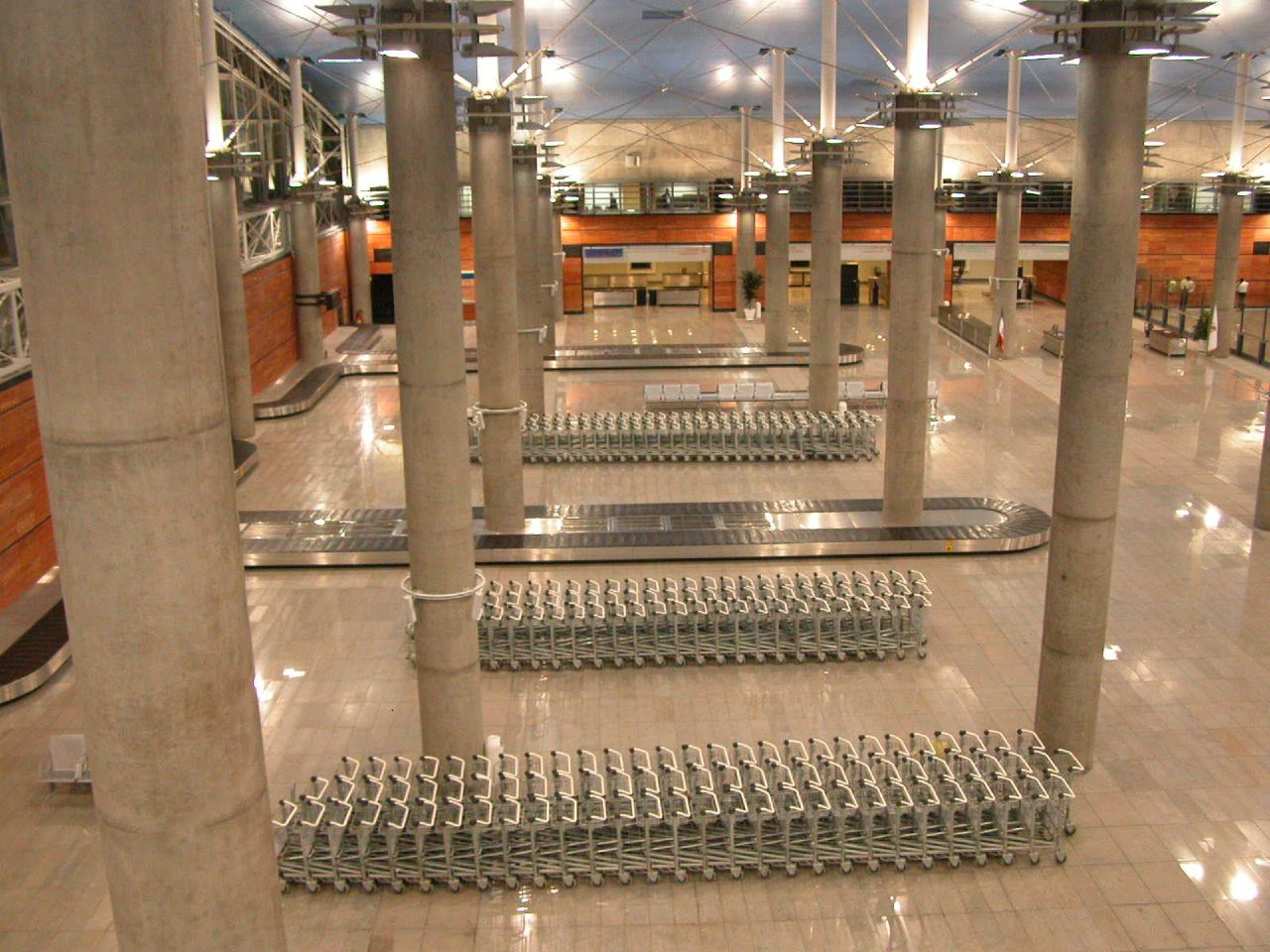
… und Ansicht von der gegenüberliegenden Seite

Auf der mittleren Ebene werden die ankommenden Passagiere von den Gates zum zentralen Einreisebereich geleitet. Hier finden sich auch die Schalter für die Ausstellung von kurzfristigen Besuchervisa. Sind einmal die Einreiseschalter passiert, werden die Passagiere von hier aus mittels Rolltreppen in die untere Ebene zur Gepäckausgabe geleitet.
Auf der oberen Ebene findet sich der Abflugbereich. Hier liegen verschiedene Läden und eine Wartezone. Die Checkin-Schalter befinden sich bereits hinter einer ersten Sicherheitskontrolle und sind nur mit einem Flugticket oder Reiseplan zugänglich – dieser Bereich kann aber ohne Weiteres wieder verlassen werden. Das Einchecken ist frühestens drei Stunden vor Abflug möglich.
Nach dem Passieren der Ausreiseschalter vom Check-in-Bereich aus betritt man den zentralen Abflugbereich. Hier finden sich weitere Wartezonen sowie diverse Läden, Cafés und andere Dienstleistungen. Erst nach Aufruf eines Flugs auf den Anzeigemonitoren kann dann die zweite Sicherheitskontrolle vor den Abfluggates passiert werden. In den Wartezonen an den Gates finden sich nur noch Sitzgelegenheiten und Toiletten.
Aus dem Blickwinkel des Reisenden wirkt der Flughafen modern, hell und gut ausgestattet. Er ist 24 Stunden am Tag geöffnet, da viele Flüge nachts ankommen oder abfliegen. Englische Sprachkenntnisse reichen vollkommen aus, um alle Schritte von An- und Abflug ohne Hilfe zu bewältigen. Für Reisende besonders zu beachten ist die teilweise getrennte Abfertigung von Frauen und Männern, insbesondere bei den Sicherheitskontrollen.

## Lage und Verkehrsanbindung
Der Flughafen befindet sich 30 Kilometer südwestlich der Stadt zwischen den Autobahnen Teheran–Ghom und Teheran–Saveh. Der Anschluss an die U-Bahn Teheran wurde am 7. August 2017  mit der Linie 8, heute Teil der Linie 1, fertiggestellt. Über die Autobahn kann vom Flughafen aus die Innenstadt von Teheran in 45 Minuten bis 1,5 Stunden (je nach Verkehrsverhältnissen und Tageszeit) erreicht werden. Um einen Inlandsflug zu erreichen, muss häufig auf den innerstädtischen Flughafen Teheran-Mehrabad gewechselt werden, der ebenfalls per Taxi erreichbar ist.
Von Isfahan aus wird der Flughafen direkt mit Zubringer-Bussen angefahren.

## Zwischenfälle
- Am 15. Juli 2009 stürzte eine Tupolew Tu-154 der Caspian Airlines (Kennzeichen EP-CPG) auf dem Flug nach Jerewan 15 Minuten nach dem Start in der Nähe von Qazvin ab, wobei alle 168 Menschen an Bord starben.[2]
- Am 8. Januar 2020 wurde auf dem Ukraine-International-Airlines-Flug 752 eine Boeing 737-800 kurz nach dem Start vom iranischen Militär abgeschossen. Alle 167 Passagiere und 9 Besatzungsmitglieder kamen ums Leben.[3]